# 까밀 리와인드
까밀 리와인드(프랑스어: Camille redouble)는 2012년 공개된 프랑스의 드라마 영화이다. 2012년 칸 영화제 감독주간에 초청되어 SACD상을 받았다. 욜랑드 모로가 마그리트 여우조연상을 수상했다.

## 줄거리
까밀은 파티에 가던 중 고장난 시계를 고치기 위해 특이한 시계 수리공을 찾아간다. 그 시계는 16번째 생일 선물로 받은 것으로 그녀에게 매우 소중한 물건이었다. 다음날 아침, 까밀은 자신이 1985년으로 돌아가 십 대 소녀가 되어 있다는 사실을 깨닫는다.

## 출연

### 주연
- 노에미 르보프스키
- 사미르 게스미
- 쥐디트 셰믈라

### 조연
- 인디아 에르
- 쥘리아 포르
- 욜랑드 모로
- 미셸 뷔이예르모즈
- 드니 포달리데스
- 뱅상 라코스트
- 장피에르 레오
- 안 알바로
- 마티외 아말리크
- 에스테르 가렐
- 리아드 사투프

## 기타
- 음향편집: 실뱅 말브랑
- 의상: 마들린 퐁텐